# Fengshan
Fengshan is een district van Kaohsiung in Taiwan.
Fengshan telt ongeveer 343.000 inwoners.

## Galerij

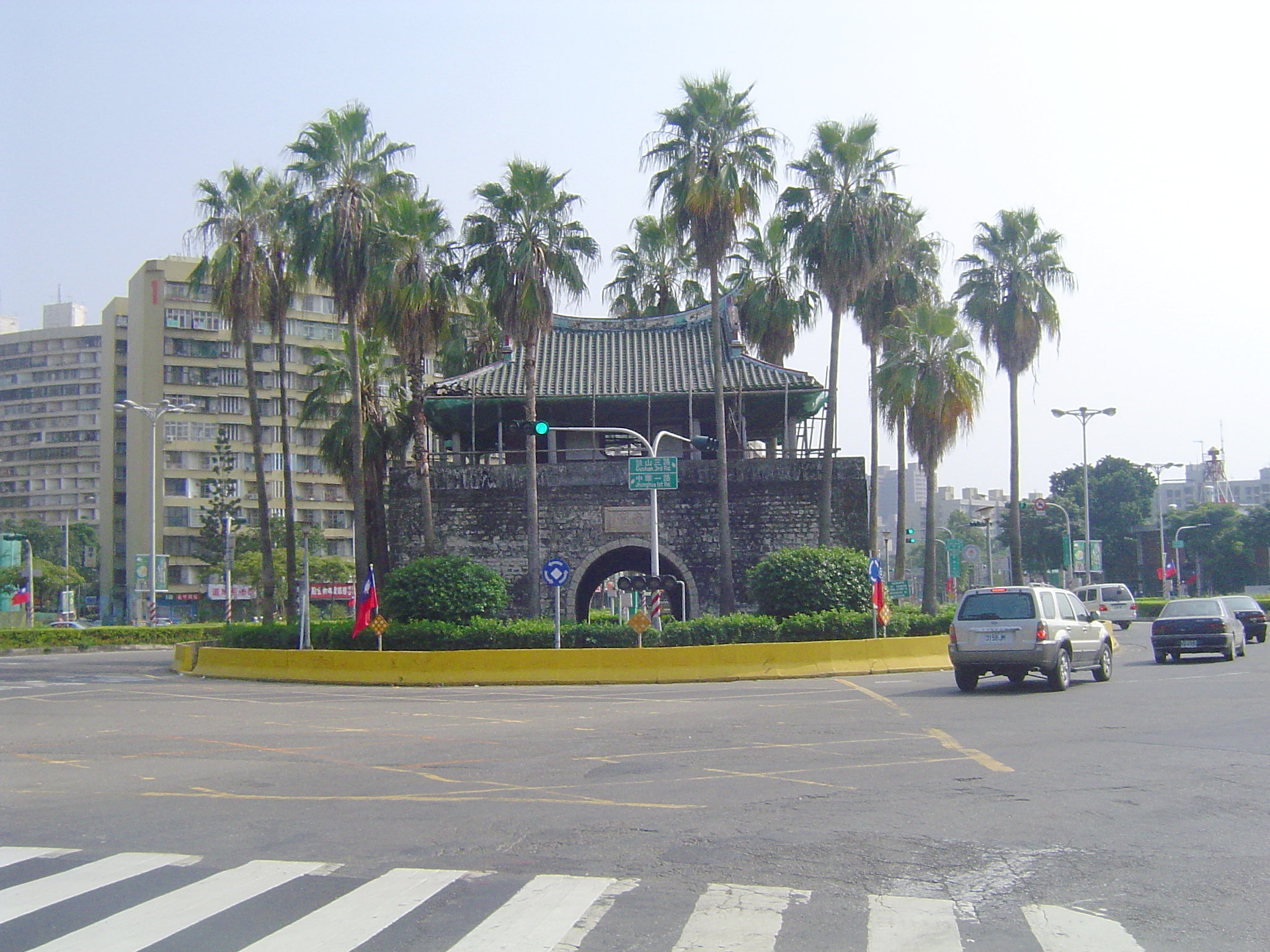
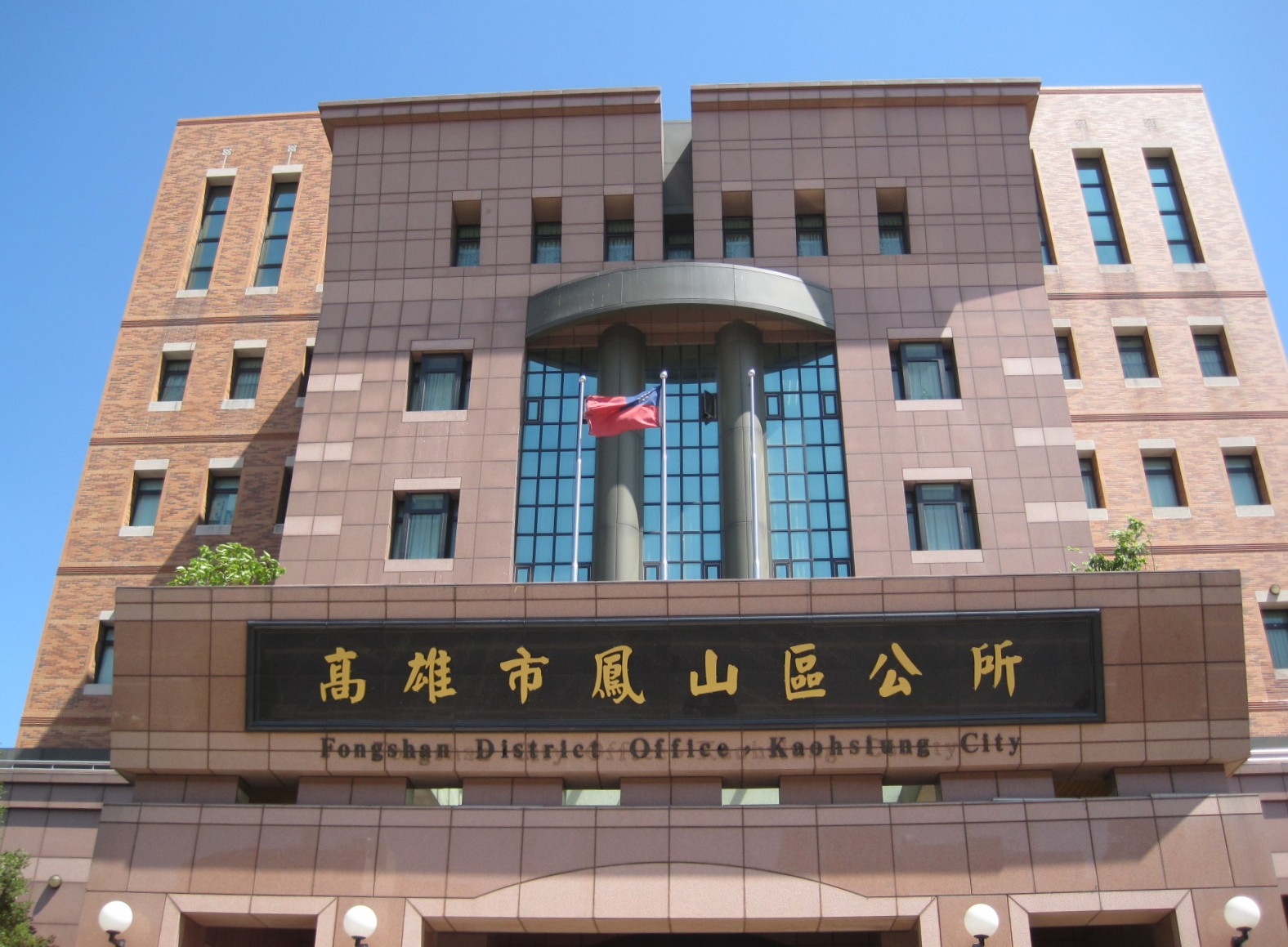
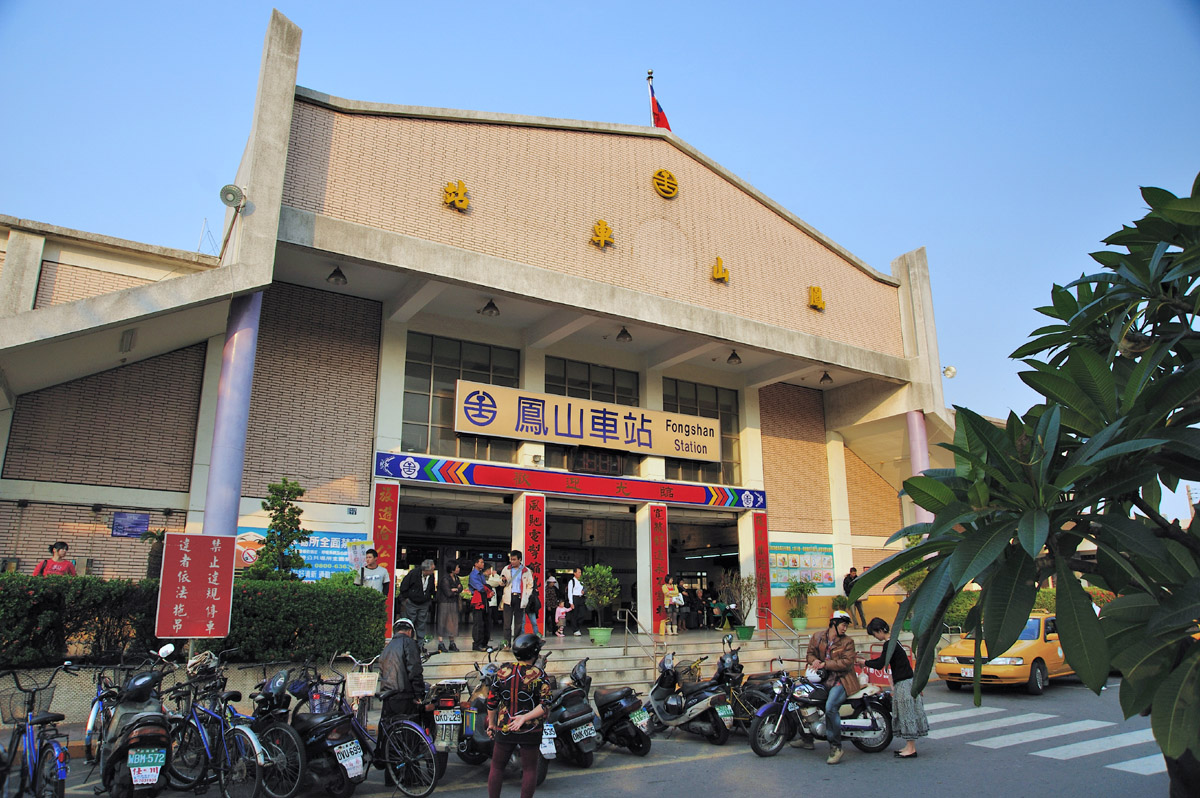
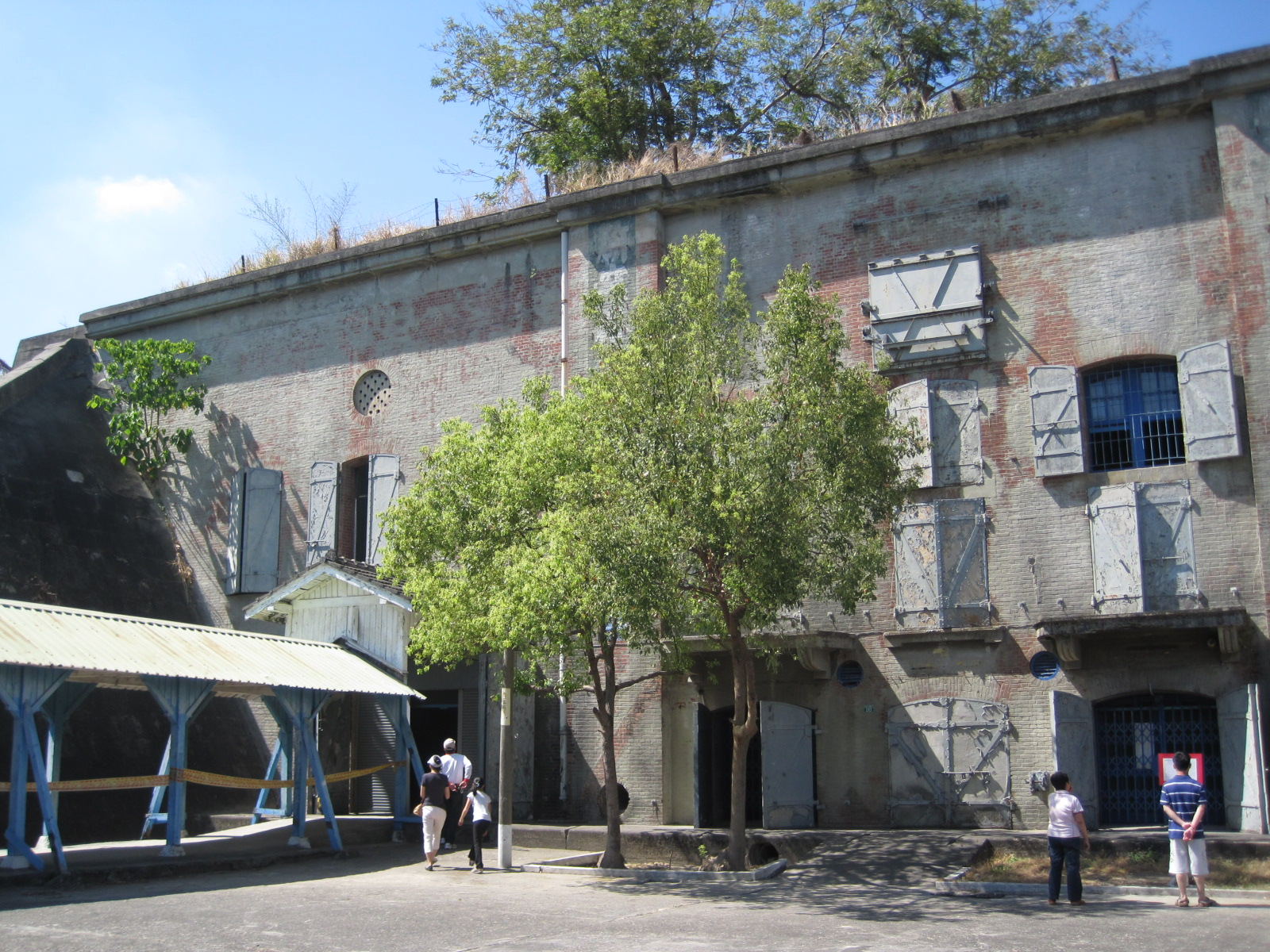
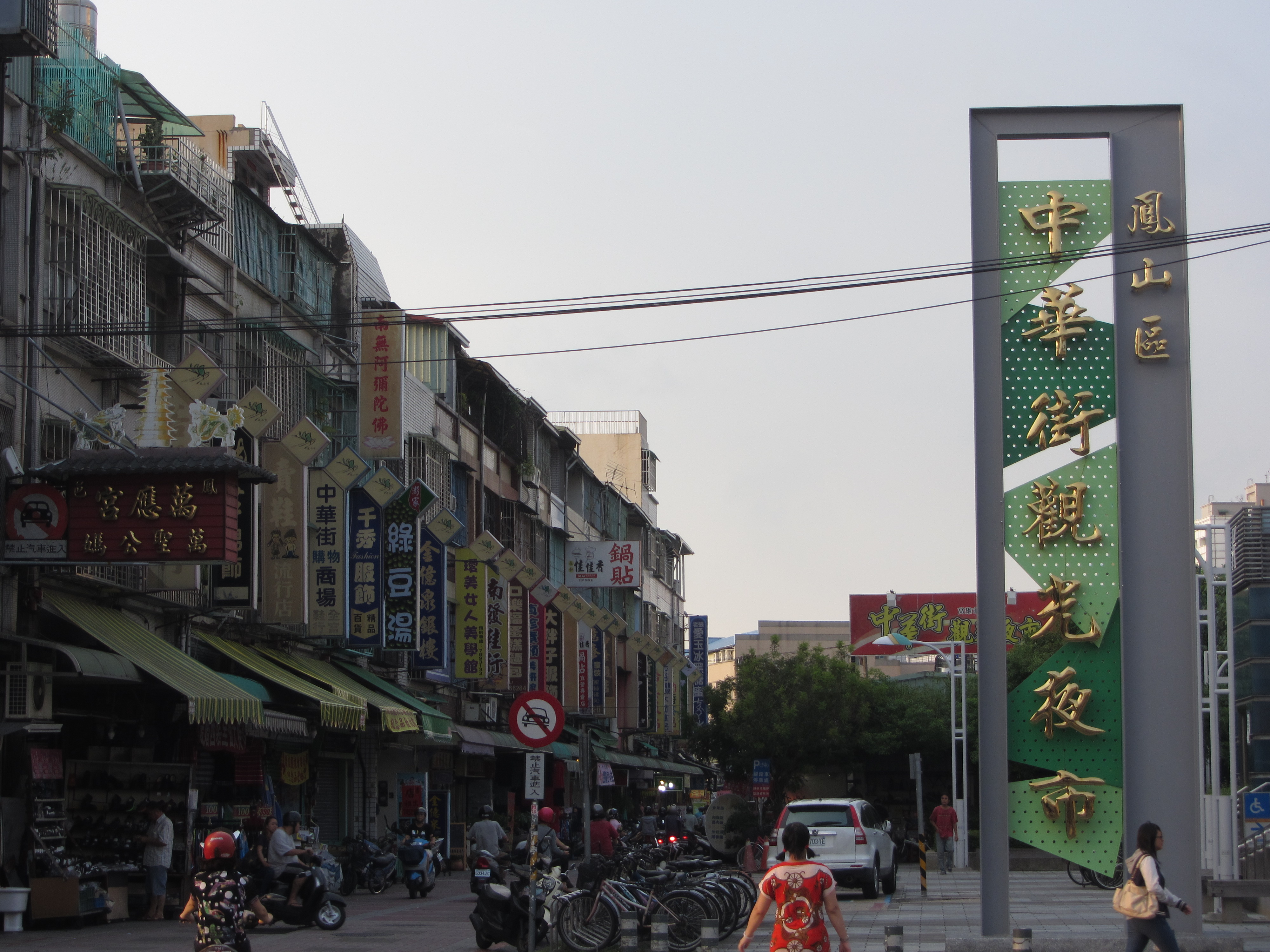
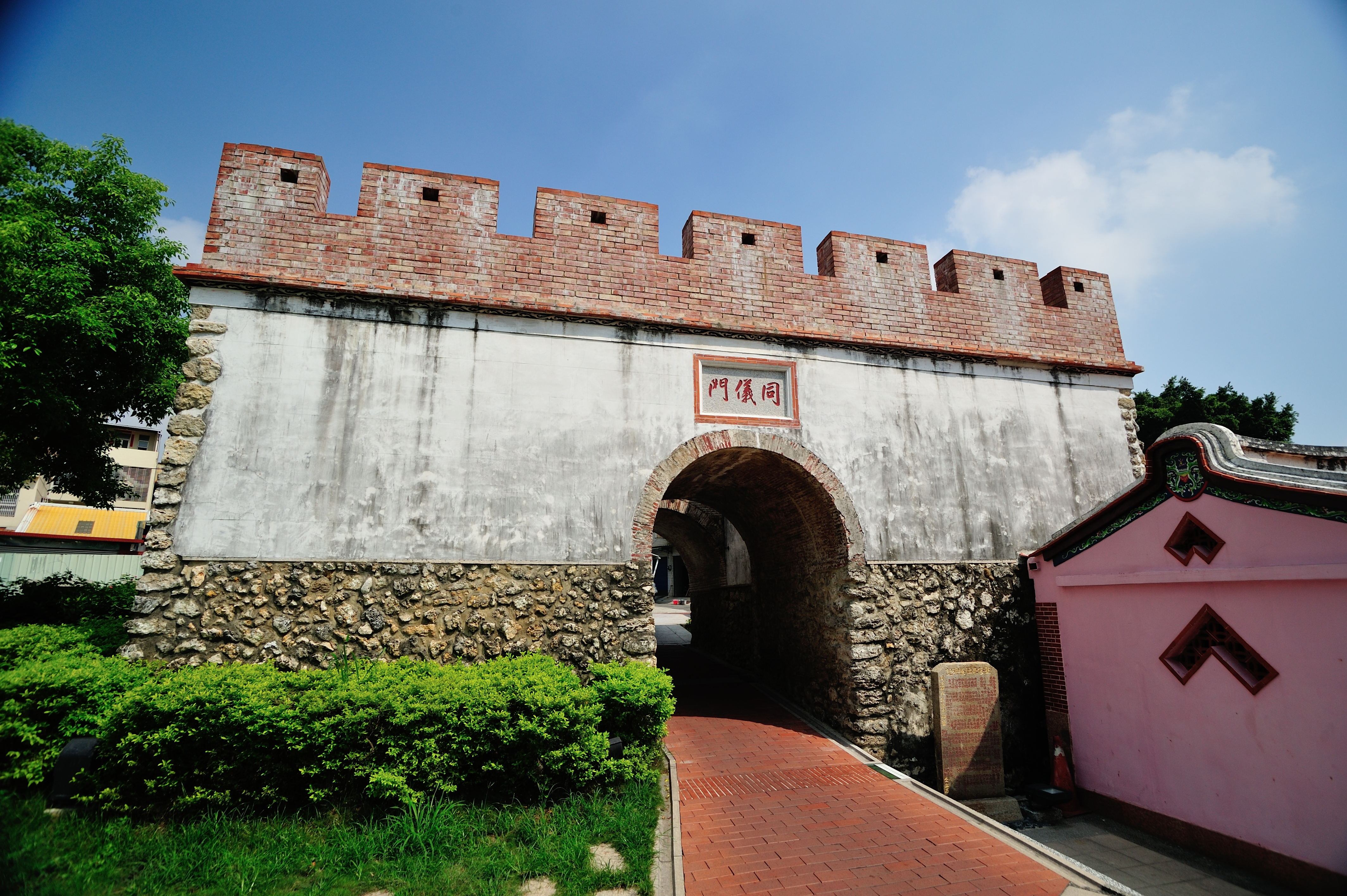